# Vol Air France 212 (1969)
Ne doit pas être confondu avec Vol Air France 212 (1968).
Le 3 décembre 1969, le Boeing 707-328B assurant le vol 212 d'Air France entre Santiago-du-Chili et Paris, s'est écrasé au décollage après une escale à Caracas, au Venezuela, entraînant la mort des 62 personnes à bord.

## Circonstances
Le 3 décembre 1969, le Boeing 707-328B immatriculé F-BHSZ assure le vol 212 Air France sur le trajet Santiago-Paris via Guayaquil (Équateur), Quito (Équateur), Bogota (Colombie), Caracas (Venezuela), Pointe-à-Pitre (Guadeloupe) et Lisbonne (Portugal). 
Pour l'étape Caracas–Pointe-à-Pitre, l'avion décolle de l'aéroport Maiquetía depuis la piste 08R à 19h02 locales (23h02 UTC). À 19h03, alors qu'il est en montée initiale et en virage à gauche pour rejoindre le couloir aérien A21 vers le nord, l'avion F-BHSZ est vu s'abîmer en mer par l'équipage d'un Avro 748, lui-même en approche, ainsi que par plusieurs témoins au sol.
Les causes de cette catastrophe restent inconnues car aucun rapport d'enquête n'a été publié par le Bureau enquêtes et accidents (BEA). Les documents relatifs à l'enquête du BEA sont classés aux archives nationales sous les cotes 19880360/49 et 19880360/50, et ne seront communicables qu'en 2029, soit soixante ans après l'accident. Cependant, en juillet 2017, plusieurs syndicats de personnels navigants (ALTER, SNGAF, SNOMAC, SNPL Air France ALPA, SNPNC, SPAF, UNAC, UNSA PNC) demandent, sans l'obtenir, la déclassification du dossier,.
De nombreuses explications ont été proposées : manœuvre d'évitement face à l'Avro 748 suivie d'une perte de contrôle, attentat à la bombe, illusions sensorielles, feu à bord, panne moteur, contamination carburant. Mais des documents classés secret défense, issus du BEA et de la Préfecture de police de Paris, accréditeraient la thèse de l'explosion d'une bombe dans le puits de train gauche de l’avion,. En outre, les conversations entre l’équipage et la tour de contrôle ne laissent présager aucun incident :« Je n’ai noté aucune anomalie dans le ton du pilote. Il ne m’a rien dit. Je n’ai pas noté qu’il était nerveux, bien au contraire », explique un aiguilleur, quelques minutes après le crash. Cette même nuit, le telex d’un inspecteur de la Direction général de l’aviation civile parle d’une « explosion en vol ».
Si cette thèse était confirmée, cet accident serait le premier acte de terrorisme réussi contre l’aéronautique civile française (une bombe a explosé à bord d'un SNCASE SE.2010 Armagnac le 19 décembre 1957 mais il avait réussi à atterrir sans encombre) et l’un des premiers attentats au monde contre un avion de ligne selon les syndicats de pilotes[réf. nécessaire].
Parmi les voyageurs se trouvent Euvremont Gène, secrétaire général du Parti communiste guadeloupéen et Dolor Banidol, membre du bureau politique du Parti communiste martiniquais. Tous deux reviennent d’une conférence internationale organisée par le Parti communiste chilien. Les archives déclassifiées de la CIA témoignent que celle-ci suit de près l’initiative, très inquiète des progrès électoraux des socialistes et communistes dans le continent américain. Le dirigeant communiste français René Piquet aurait également dû se trouver à bord ; il avait cependant quitté Santiago vingt-quatre heures avant ses camarades, afin de rencontrer des militants clandestins colombiens.

## Victimes
Aucun des 62 occupants de l'appareil n'a survécu. L'avion emmenait :
- 11 membres de l'équipage en fonction (4 PNT + 7 PNC) ;
- 51 passagers, dont 10 membres d'un équipage en mise en place (4 PNT + 6 PNC).

Parmi les victimes figurent notamment :
- Folke Claeson, homme d'affaires suédois, cofondateur du Stockholm International Fairs, et son épouse ;
- Euvremont Gene, Secrétaire général du Parti communiste guadeloupéen[6] ;
- Dolor Banidol, membre du Bureau politique du Parti communiste martiniquais[6],[7].
- Gisèle France Rey, première épouse du peintre péruvien Fernando Vega.